# クドゥ
クドゥ（Qudu, ？ - 1268年）は、モンゴル帝国に仕えたオロナウル部出身の千人隊長。『元史』などの漢文史料では忽都(hūdōu)と記される。

## 概要
『元史』巻135列伝22によると、クドゥの父親はボゲン(Bögen ＞孛罕/bóhǎn)と言い、チンギス・カンの宿営に所属していたという。また、『元朝秘史』の功臣表41位には「孛堅(bójiān)」という名前が挙げられているが、この「孛堅」とクドゥの父「孛罕」は同一人物であると考えられている。オゴデイが第2代皇帝に即位すると、ボゲンはモンゴル人・漢人混成軍を率いて金朝侵攻に従軍し、河南一帯に侵攻した。ボゲンはバイジス(拜只思)、ジャルグタイ(札忽帯)、アルスラン(阿思蘭)らとともに現在の陝西省一帯にも侵攻し、後にはバイジスとともに京兆の守備を命じられた。1235年には左手万戸の地位を授かり、都元帥荅海鉗卜とともに出征したが、軍中で亡くなった—『元史』巻135列伝22忽都伝,「忽都、蒙古兀羅帯氏。父孛罕、事太祖、備宿衛。至太宗時為鎮西行省、領蒙古・漢軍従攻河中・潼関・河南、与拜只思・札忽帯・阿思蘭攻秦鞏及仁和諸堡、又与拜只思守京兆。歳乙未、授左手万戸、従都元帥荅海鉗卜出征、卒軍中」。
ボゲンの息子クドゥは第4代皇帝モンケの治世に始めてモンゴル帝国の征服戦争に参加し、モンケの命を受けて南宋の兵を破った。1260年(中統元年)には南宋の水軍2千が成都に侵攻してきたのを迎え撃ってこれを破り、首級150を挙げる功績を挙げた。1264年(至元元年)には蒙古漢軍総管の地位を授かり、翌1265年(至元2年)には都元帥百家奴とともに南宋の将軍夏貴を懐安にて破った。1268年(至元5年)に亡くなった。
クドゥの息子にはジャルグタイがおり、重慶の攻略などに功績を挙げた。瀘州攻めでジャルグタイが戦死すると、息子のアドゥーチが後を継いだ。